# لوس سنتناریوس، تگزاس
لوس سنتناریوس (به انگلیسی: Los Centenarios) یک منطقهٔ مسکونی در ایالات متحده آمریکا است که در تگزاس واقع شده‌است. لوس سنتناریوس ۸۷ نفر جمعیت دارد.